# ミヤマエンレイソウ
ミヤマエンレイソウ（深山延齢草、学名：Trillium tschonoskii ）は、シュロソウ科の多年草。別名、シロバナエンレイソウ（白花延齢草）。

## 特徴
太く短い根茎から、高さ20-40cmの茎が1本伸び、その先端に3枚の葉を輪生する。葉は葉柄を持たず、茎から直接生ずる。葉の形状は丸みを帯びたひし形で、直径は10-20cm程度。3枚の葉の中心から短い花柄が伸び、3枚の外花被片と3枚の白い花弁状の内花被片、6本の雄蕊をもつ花を生じる。内花被片は外花被片より長く、外花被片の先端がとがる。

## 分布と生育環境
日本では北海道、本州、四国、九州に分布し、山林の樹陰に生える。外国では、朝鮮、中国、樺太に分布する。

## 近縁種
- オオバナノエンレイソウ（大花延齢草） Trillium camschatcense
- エンレイソウ（延齢草） Trillium smallii